# Gran Premio di Monaco 2007
Il Gran Premio di Monaco 2007 si è svolto il 27 maggio 2007 su circuito di Circuito di Monte Carlo ed è stata la quinta gara della stagione. Ha visto la vittoria di Fernando Alonso su McLaren, seguito dal compagno di squadra Lewis Hamilton e dal ferrarista Felipe Massa.

## Prove libere
Le prove libere del giovedì videro in testa in entrambe le sezioni il pilota della McLaren Fernando Alonso, seguito nella prima sezione da Lewis Hamilton, suo compagno di squadra e da Nick Heidfeld su BMW Sauber, mentre nella seconda prova dietro allo spagnolo si piazzò Kimi Räikkönen, con Hamilton al terzo posto.
Nelle prove del sabato, invece, nella prima sessione andò in testa a sorpresa Adrian Sutil su Spyker e nella seconda dominò Räikkönen.

### Giovedì – prove libere
| *  | Prove libere 1                        | *  | Prove libere 2                        |
| -- | ------------------------------------- | -- | ------------------------------------- |
| 1  | Fernando Alonso McLaren 1:16.973      | 1  | Fernando Alonso McLaren 1:15.940      |
| 2  | Lewis Hamilton McLaren 1:17.601       | 2  | Kimi Räikkönen Ferrari 1:16.215       |
| 3  | Nick Heidfeld BMW 1:17.616            | 3  | Lewis Hamilton McLaren 1:16.296       |
| 4  | Giancarlo Fisichella Renault 1:17.758 | 4  | Jarno Trulli Toyota 1:16.354          |
| 5  | Kimi Räikkönen Ferrari 1:17.918       | 5  | Giancarlo Fisichella Renault 1:16.753 |
| 6  | Mark Webber Red Bull 1:17.956         | 6  | Felipe Massa Ferrari 1:16.784         |
| 7  | Nico Rosberg Williams 1:18.074        | 7  | Robert Kubica BMW 1:16.848            |
| 8  | Felipe Massa Ferrari 1:18.189         | 8  | Nico Rosberg Williams 1:16.852        |
| 9  | Robert Kubica BMW 1:18.675            | 9  | Mark Webber Red Bull 1:17.292         |
| 10 | Rubens Barrichello Honda 1:18.676     | 10 | David Coulthard Red Bull 1:17.414     |
| 11 | Alexander Wurz Williams 1:18.869      | 11 | Rubens Barrichello Honda 1:17.449     |
| 12 | Scott Speed Toro Rosso 1:18.967       | 12 | Jenson Button Honda 1:17.457          |
| 13 | David Coulthard Red Bull 1:19.095     | 13 | Takuma Satō Super Aguri 1:17.459      |
| 14 | Takuma Satō Super Aguri 1:19.203      | 14 | Nick Heidfeld BMW 1:17.486            |
| 15 | Vitantonio Liuzzi Toro Rosso 1:19.285 | 15 | Alexander Wurz Williams 1:17.516      |
| 16 | Heikki Kovalainen Renault 1:19.321    | 16 | Vitantonio Liuzzi Toro Rosso 1:17.898 |
| 17 | Jenson Button Honda 1:19.332          | 17 | Heikki Kovalainen Renault 1:18.086    |
| 18 | Anthony Davidson Super Aguri 1:19.337 | 18 | Scott Speed Toro Rosso 1:18.233       |
| 19 | Jarno Trulli Toyota 1:19.496          | 19 | Anthony Davidson Super Aguri 1:18.328 |
| 20 | Ralf Schumacher Toyota 1:19.799       | 20 | Ralf Schumacher Toyota 1:18.662       |
| 21 | Adrian Sutil Spyker 1:21.634          | 21 | Christijan Albers Spyker 1:18.820     |
| 22 | Christijan Albers Spyker 1:23.235     | 22 | Adrian Sutil Spyker 1:19.358          |

### Sabato – prove libere
| 1  | Adrian Sutil Spyker 1:36.612          | 2  | Kimi Räikkönen Ferrari 1:36.739       |
| 3  | Lewis Hamilton McLaren 1:36.767       | 4  | Giancarlo Fisichella Renault 1:36.784 |
| 5  | Scott Speed Toro Rosso 1:36.954       | 6  | Fernando Alonso McLaren 1:37.020      |
| 7  | Heikki Kovalainen Renault 1:37.214    | 8  | Nico Rosberg Williams 1:37.388        |
| 9  | Jenson Button Honda 1:37.442          | 10 | Rubens Barrichello Honda 1:37.463     |
| 11 | Mark Webber Red Bull 1:37.732         | 12 | Felipe Massa Ferrari 1:37.997         |
| 13 | Takuma Satō Super Aguri 1:38.121      | 14 | Anthony Davidson Super Aguri 1:38.180 |
| 15 | David Coulthard Red Bull 1:38.180     | 16 | Robert Kubica BMW 1:38.463            |
| 17 | Alexander Wurz Williams 1:38.876      | 18 | Nick Heidfeld BMW 1:38.899            |
| 19 | Christijan Albers Spyker 1:39.935     | 20 | Ralf Schumacher Toyota 1:40.677       |
| 21 | Vitantonio Liuzzi Toro Rosso 1:41.108 | 22 | Jarno Trulli Toyota 1:43.417          |

## Qualifiche

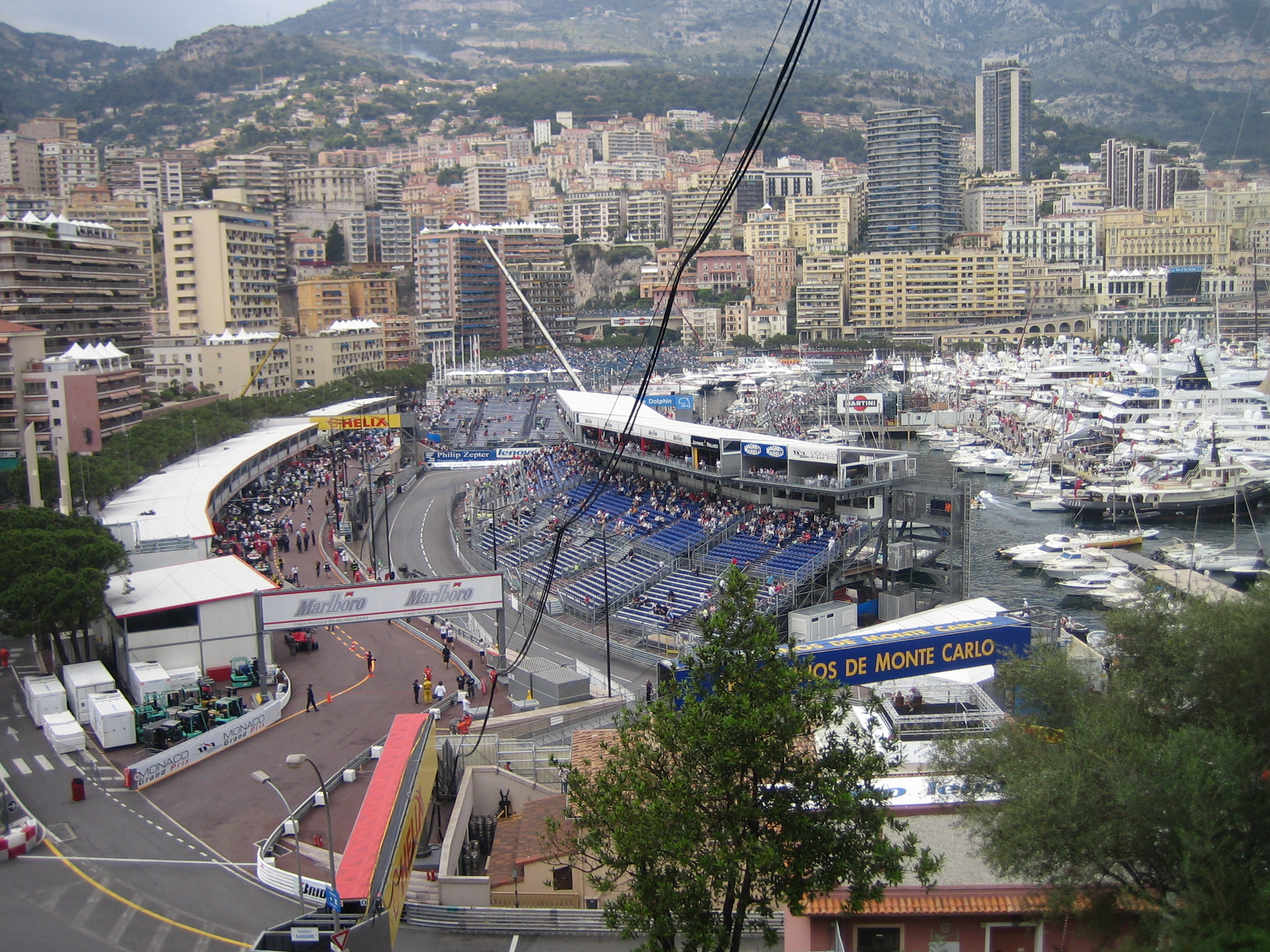
Vista dei box

Fernando Alonso conquistò la pole position davanti al compagno di squadra Hamilton e a Felipe Massa. L'altro ferrarista Räikkönen si classificò sedicesimo a causa di un suo errore che causò la rottura di una sospensione e gli impedì di prendere parte alla Q2.

### Statistiche
- 16. Pole position per Fernando Alonso
- 126. Pole position per la McLaren
- 16. Pole position per un pilota spagnolo
- 129. Pole position per la macchina con il numero 1
- Blu – partenza dal box.
- Giallo – il tempo per la griglia
- Rosso - cambio del motore

### Classifica
| *  | *                                     | *  | *                                     | Qualifiche III.                       | Qualifiche II.                        | Qualifiche I.                         |
| -- | ------------------------------------- | -- | ------------------------------------- | ------------------------------------- | ------------------------------------- | ------------------------------------- |
| 1  | Fernando Alonso McLaren 1:15.726      |    |                                       | Fernando Alonso McLaren 1:15.726      | Fernando Alonso McLaren 1:15.431      | Lewis Hamilton McLaren 1:15.685       |
|    |                                       | 2  | Lewis Hamilton McLaren 1:15.905       | Lewis Hamilton McLaren 1:15.905       | Lewis Hamilton McLaren 1:15.479       | Fernando Alonso McLaren 1:16.059      |
| 3  | Felipe Massa Ferrari 1:15.967         |    |                                       | Felipe Massa Ferrari 1:15.967         | Robert Kubica BMW 1:15.576            | Kimi Räikkönen Ferrari 1:16.251       |
|    |                                       | 4  | Giancarlo Fisichella Renault 1:16.285 | Giancarlo Fisichella Renault 1:16.285 | Nick Heidfeld BMW 1:15.733            | Vitantonio Liuzzi Toro Rosso 1:16.720 |
| 5  | Nico Rosberg Williams 1:16.439        |    |                                       | Nico Rosberg Williams 1:16.439        | Felipe Massa Ferrari 1:16.034         | Felipe Massa Ferrari 1:16.786         |
|    |                                       | 6  | Mark Webber Red Bull 1:16.784         | Mark Webber Red Bull 1:16.784         | Giancarlo Fisichella Renault 1:16.054 | Nico Rosberg Williams 1:16.870        |
| 7  | Nick Heidfeld BMW 1:16.832            |    |                                       | Nick Heidfeld BMW 1:16.832            | Nico Rosberg Williams 1:16.100        | David Coulthard Red Bull 1:17.204     |
|    |                                       | 8  | Robert Kubica BMW 1:16.955            | Robert Kubica BMW 1:16.955            | David Coulthard Red Bull 1:16.319     | Rubens Barrichello Honda 1:17.244     |
| 9  | Rubens Barrichello Honda 1:17.498     |    |                                       | Rubens Barrichello Honda 1:17.498     | Mark Webber Red Bull 1:16.420         | Jenson Button Honda 1:17.297          |
|    |                                       | 10 | Jenson Button Honda 1:17.939          | Jenson Button Honda 1:17.939          | Rubens Barrichello Honda 1:16.454     | Nick Heidfeld BMW 1:17.385            |
| 11 | Alexander Wurz Williams 1:16.662      |    |                                       |                                       | Jenson Button Honda 1:16.457          | Robert Kubica BMW 1:17.584            |
|    |                                       | 12 | Vitantonio Liuzzi Toro Rosso 1:16.703 |                                       | Alexander Wurz Williams 1:16.662      | Giancarlo Fisichella Renault 1:17.596 |
| 13 | David Coulthard Red Bull 1:16.319     |    |                                       |                                       | Vitantonio Liuzzi Toro Rosso 1:16.703 | Jarno Trulli Toyota 1:17.686          |
|    |                                       | 14 | Jarno Trulli Toyota 1:16.988          |                                       | Jarno Trulli Toyota 1:16.988          | Mark Webber Red Bull 1:17.816         |
| 15 | Heikki Kovalainen Renault 1:17.125    |    |                                       |                                       | Heikki Kovalainen Renault 1:17.125    | Heikki Kovalainen Renault 1:17.836    |
|    |                                       | 16 | Kimi Räikkönen Ferrari ****           |                                       | Kimi Räikkönen Ferrari ****           | Alexander Wurz Williams 1:17.874      |
| 17 | Anthony Davidson Super Aguri 1:18.250 |    |                                       |                                       |                                       | Anthony Davidson Super Aguri 1:18.250 |
|    |                                       | 18 | Scott Speed Toro Rosso 1:18,390       |                                       |                                       | Scott Speed Toro Rosso 1:18,390       |
| 19 | Adrian Sutil Spyker 1:18.418          |    |                                       |                                       |                                       | Adrian Sutil Spyker 1:18.418          |
|    |                                       | 20 | Ralf Schumacher Toyota 1:18.539       |                                       |                                       | Ralf Schumacher Toyota 1:18.539       |
| 21 | Takuma Satō Super Aguri 1:18.554      |    |                                       |                                       |                                       | Takuma Satō Super Aguri 1:18.554      |
|    |                                       | 22 | Christijan Albers Spyker ****         |                                       |                                       | Christijan Albers Spyker ****         |

## Gara
La gara vide un netto dominio della McLaren che terminò la gara con una doppietta. Creò controversie il team radio riservato ad Hamilton, al quale venne imposto di non attaccare il compagno di squadra, essendo ciò vietato da regolamento all'epoca la FIA avviò un'indagine contro il team ma senza sanzioni successive.
La diretta concorrente della Ferrari raggiunse il podio con Massa (unico pilota non doppiato oltre i primi due) mentre Räikkönen condusse una rimonta dal sedicesimo posto in griglia fino all'ottavo, ultimo valido per i punti.
Ottima gara di Fisichella che porta alla Renault il quarto posto mentre la BMW si dimostra ancora terza forza nel campionato con Kubica ed Heidfeld quinto e sesto mentre Wurz, settimo porta due punti alla Williams.
Nella classifica piloti Alonso diventa leader del mondiale a pari punti con il compagno di squadra, mentre Massa segue staccato di appena 5 punti, dopo questo weekend difficile Räikkönen è invece staccato di 15 punti dal duo di testa. Nei costruttori la McLaren sembra prendere il largo portandosi a 20 punti di vantaggio sulla Ferrari.
| Pos. | Pilota               | Telaio           | Tempo       |
| ---- | -------------------- | ---------------- | ----------- |
| 1    | Fernando Alonso      | McLaren MP4-22   | 1h40:29,329 |
| 2    | Lewis Hamilton       | McLaren MP4-22   | a 0:04,095  |
| 3    | Felipe Massa         | Ferrari F2007    | a 1:09,114  |
| 4    | Giancarlo Fisichella | Renault R27      | a 1 giro    |
| 5    | Robert Kubica        | BMW Sauber F1.07 | a 1 giro    |
| 6    | Nick Heidfeld        | BMW Sauber F1.07 | a 1 giro    |
| 7    | Alexander Wurz       | Williams FW29    | a 1 giro    |
| 8    | Kimi Räikkönen       | Ferrari F2007    | a 1 giro    |
| 9    | Scott Speed          | Toro Rosso STR2  | a 1 giro    |
| 10   | Rubens Barrichello   | Honda RA107      | a 1 giro    |
| 11   | Jenson Button        | Honda RA107      | a 1 giro    |
| 12   | Nico Rosberg         | Williams FW29    | a 1 giro    |
| 13   | Heikki Kovalainen    | Renault R27      | a 1 giro    |
| 14   | David Coulthard      | Red Bull RB3     | a 2 giri    |
| 15   | Jarno Trulli         | Toyota TF106     | a 2 giri    |
| 16   | Ralf Schumacher      | Toyota TF107     | a 2 giri    |
| 17   | Takuma Satō          | Super Aguri SA07 | a 2 giri    |
| 18   | Anthony Davidson     | Super Aguri SA07 | a 2 giri    |
| 19   | Christijan Albers    | Spyker F8-VII    | a 8 giri    |
| Giro | Ritirato             | -                | Causa       |
| 53   | Adrian Sutil         | Spyker F8-VII    | Incidente   |
| 17   | Mark Webber          | Red Bull RB3     | Cambio      |
| 1    | Vitantonio Liuzzi    | Toro Rosso STR2  | Incidente   |

### Giro più veloce in gara
Fernando Alonso- McLaren MP4-22- 1:15.284
- 9. giro più veloce di Fernando Alonso
- 131. Giro più veloce per la McLaren
- 10. Giro più veloce per un pilota spagnolo
- 117. Giro più veloce per la macchina con il numero 1

### Leader gara
- 1.-25. giro Fernando Alonso
- 26.- 28. giro Lewis Hamilton
- 29.-50. giro Fernando Alonso
- 51.- 52. giro Lewis Hamilton
- 53.-78. giro Fernando Alonso

### Curiosità
- Il secondo hat trick (Vittoria – Pole Position – Fastest Lap) per Alonso;
- Quinto podio su cinque gare di Lewis Hamilton in Formula 1;
- 500. podio per un pilota britannico.

| Pole position     | Vittoria          | Giro più veloce   |
| Spagna (bandiera) | Spagna (bandiera) | Spagna (bandiera) |
| Fernando Alonso   | Fernando Alonso   | Fernando Alonso   |
| McLaren MP4-22    | McLaren MP4-22    | McLaren MP4-22    |
| 1'15.726          | 1:40'29.329       | 1'15.284          |
| 158.783 km/h      | 155.552 km/h      | 159.715 km/h      |
| ----------------- | ----------------- | ----------------- |

## Classifiche Mondiali

### Piloti
| Pos | Pilota               | Punti |
| --- | -------------------- | ----- |
| 1   | Fernando Alonso      | 38    |
| 2   | Lewis Hamilton       | 38    |
| 3   | Felipe Massa         | 33    |
| 4   | Kimi Räikkönen       | 23    |
| 5   | Nick Heidfeld        | 18    |
| 6   | Giancarlo Fisichella | 13    |
| 7   | Robert Kubica        | 12    |
| 8   | Nico Rosberg         | 5     |
| 9   | Jarno Trulli         | 4     |
| 10  | David Coulthard      | 4     |
| 11  | Heikki Kovalainen    | 3     |
| 12  | Alexander Wurz       | 2     |
| 13  | Ralf Schumacher      | 1     |
| 14  | Takuma Satō          | 1     |

### Costruttori
| Pos | Team               | Punti |
| --- | ------------------ | ----- |
| 1   | McLaren-Mercedes   | 76    |
| 2   | Ferrari            | 56    |
| 3   | BMW Sauber         | 30    |
| 4   | Renault            | 16    |
| 5   | Williams F1-Toyota | 7     |
| 6   | Toyota             | 5     |
| 7   | RBR-Renault        | 4     |
| 8   | Super Aguri-Honda  | 1     |